# Christian Karl Ernst Wilhelm Buri
Christian Karl Ernst Wilhelm Buri (geboren am 25. Februar 1758 in Birstein; gestorben am 28. Juli 1817 in Homburg vor der Höhe) war ein deutscher Jurist und Schriftsteller.

## Leben und Werk
Buri war Sohn von Friedrich Karl von Buri und jüngerer Bruder von Ludwig von Buri. Er studierte nach Besuch der Lateinschule in Offenbach am Main die Rechte in Marburg und Gießen. 1780 ließ er sich als Rechtsanwalt in Offenbach nieder und war dort bis 1807 Fürstlich-Isenburgischer Hofgerichtsadvokat. Er heiratete 1782 Elise von Hupfeld und gehörte in diesen Jahren zum Kreis empfindsamer Seelen um Sophie von La Roche. Diesem Einfluss und der Klopstocks ist spürbar in seinen Gedichten, die Buri im Teutschen Merkur, in Wilhelm Gottlieb Beckers Taschenbuch zum geselligen Vergnügen und in den beiden 1791 und 1797 erschienenen Gedichtsammlungen veröffentlichte. In seinen Erzählungen und Fabeln (Skizzen und kleine Gemälde 1792) orientierte er sich an Sophie von La Roche, Christian Fürchtegott Gellert und Friedrich von Hagedorn.
Der Tod der Frau von La Roche 1807 beraubte ihn seiner Inspirationsquelle. Er verließ Offenbach und ging nach Rödelheim, wo er in den Dienst des Grafen Vollrath von Solms-Rödelheim trat. 1811 wurde er vom Landgrafen Friedrich von Hessen-Homburg zum Hofrat berufen, zog nach Hanau und wurde dort 1816 zum Regierungsrat ernannt.
In diesen Jahren veröffentlichte er in mehreren von ihm herausgegebenen Taschenbüchern und brachte die Harfenschläge einer religiösen Muse in zwei Bänden heraus. In die Zeit der Befreiungskriege fallen auch eine Reihe von Buri verfasster pathetisch-patriotischer Gedichte, darunter eines über den Tod des Prinzen Leopold Victor Friedrich von Hessen-Homburg in der Schlacht bei Großgörschen (Ode dem unsterblichen Andenken des Durchlauchtigsten Herrn Leopold Victor Friedrich Prinzen zu Hessen-Homburg 1813) oder das den Sieg über Napoleon feiernde Gedicht Der Sieg über den Welttyrannen (1815), das den Beifall sowohl Blüchers als auch des preußischen Königs fand. Dennoch blieben seinen Gedichten, die oft als moralisierend und langatmig empfunden wurden, die Anerkennung über einen kleinen Kreis hinaus versagt.

## Werke
- Gedichte. Thurneysen, Basel 1784. (Digitalisat)
- Skizzen und kleine Gemälde. Weiss & Brede, Offenbach 1792. (Digitalisat)
- Das Lied der sieben Flüsse Hessens bei des […] Kurfürsten von Hessen Wilhelms I. Wiedereinzuge in Hanau am 29ten November 1813. 1813.
- Ode dem unsterblichen Andenken des Durchlauchtigsten Herrn Leopold Victor Friedrich Prinzen zu Hessen-Homburg, der bei Lutzen am 2ten May 1813 im 26sten Lebensjahre den Tod der Tapfern starb, am Tage seiner feierlichen Beisetzung zu Homburg vor der Höhe geheiligt. 1813.
- Die Triumphfeyer der Menschheit. Ode dem siegreichen Einzuge der hohen verbündeten Monarchen in Paris am 31. März 1814. Hanau 1814.
- Lied auf dem Schluchtfelde bei Hannau am 31. Oktober 1814. Hanau 1814.
- Lied, dem Befreiungsfeste, das am 1sten Mai 1814 zu Rödelheim gefeiert wurde, geweiht. 1814.
- Harfenschläge einer religiösen Muse. 2 Bde. Hanau 1814 und 1817. (Digitalisat Band 1)
- Der Sieg über den Welttyrannen, erfochten von den Helden Blücher und Wellington am 16. Jun. 1815 : rhapsodisch und lyrisch gefeiert. Frankfurt am Main 1815.
- Lieder zur Jahresfeyer der Leipziger Errettungsschlacht. Essen 1815.